# Historia colonial del Cuzco

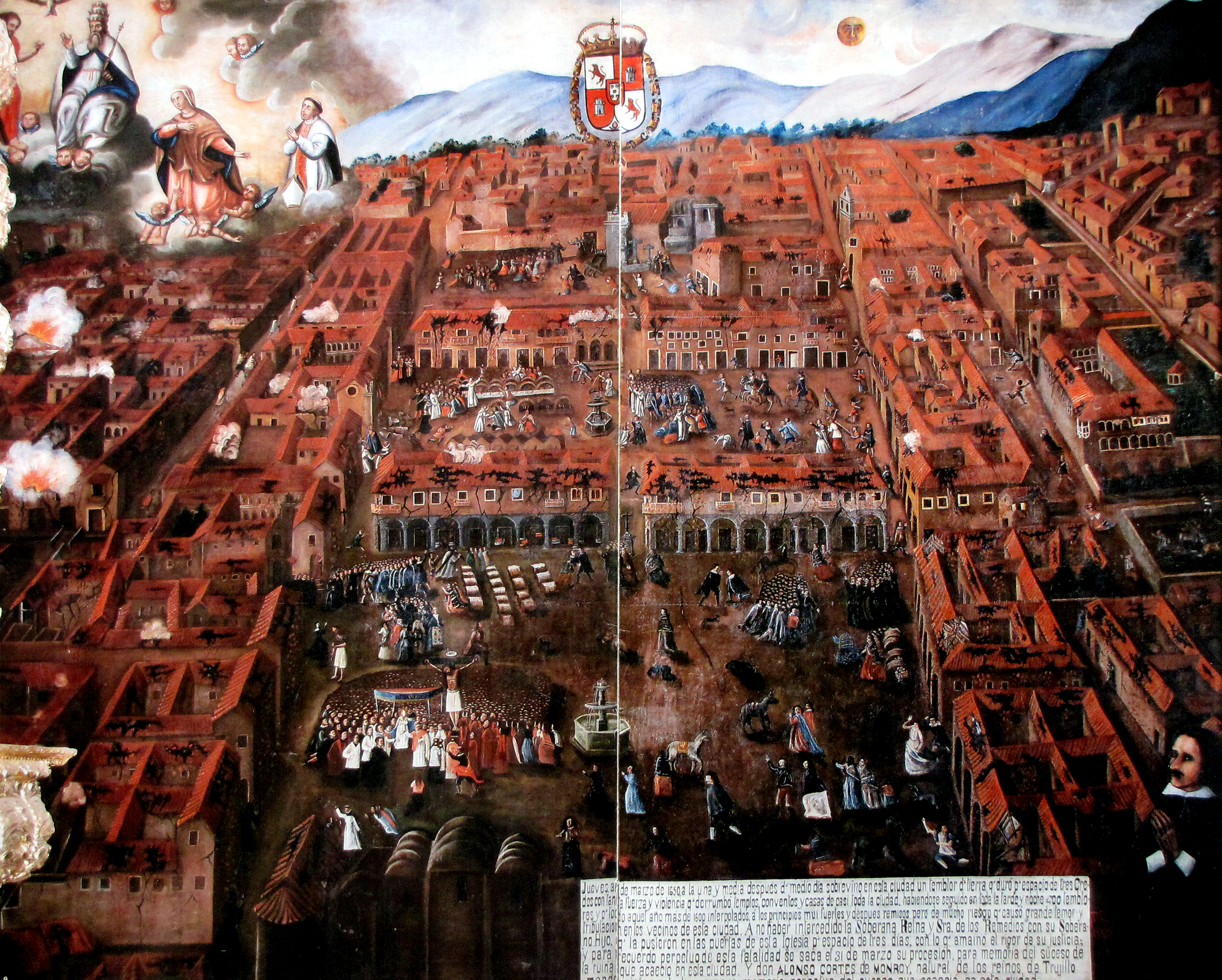
Pintura del siglo XVII de la ciudad del Cuzco antes del terremoto de 1650.

El 14 de noviembre de 1533, tres meses después de la muerte de Atahualpa, los conquistadores españoles pactaron en Jaquijahuana, cerca de la ciudad del Cuzco, imponer como soberano a Manco Inca, hijo de Huayna Cápac, de 20 años de edad, procedente de Charcas. El joven príncipe estaba deseoso de colaborar con la expulsión del Cuzco de las tropas del general inca Quizquiz, hombre de confianza de Atahualpa y defensor de una panaca rival. Para tal efecto aprovisionó a los hispanos y reunió un fuerte contingente de cuzqueños, cañaris y chancas dispuestos a sitiar la capital del imperio. En noviembre de 1533, las tropas de Quizquiz, temiendo ser cercadas, abandonaron la ciudad y fueron perseguidas hasta Anta, donde presentaron batalla, pero fueron vencidas, huyendo su caudillo hacia Paruro.

## Historia

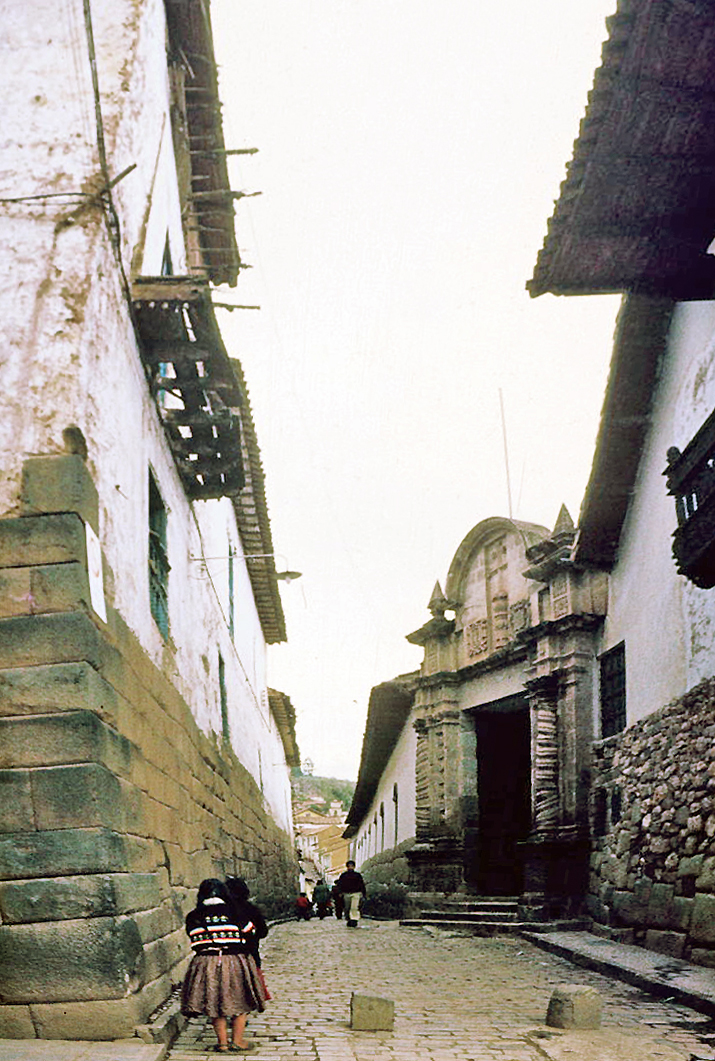
Calle Hatun Rumiyoq en el Cuzco (1981). Nótese las construcciones hispanas usando como base las construcciones incas.

Según Cristóbal de Molina (1553), Francisco Pizarro tomó posesión del Cuzco el 15 de noviembre de 1533, entre aclamaciones de los cuzqueños por haber vencido a Atahualpa, el usurpador del trono. Sin embargo, pronto la algarabía se tornó en descontento, cuando los conquistadores irrumpieron violentamente en los monumentos y lugares sagrados de los incas, obteniendo un botín que según el escribano de Pizarro, Francisco de Jerez (1534), sumó «580 mil pesos de oro y 215 mil marcos de plata». En la Navidad, creyendo ser objeto de un halago de los españoles, Manco Inca, ya investido con la mascapaycha, aceptó ingenuamente el protocolo de «requerimiento» que exigía el rey de España, reconociendo a éste como supremo soberano de sus dominios. También dispuso que su ejército, unos 10 000 soldados, saliera de la ciudad acompañando las expediciones de Hernando Pizarro a Huamanga.

### Sitio de Cuzco de 1536
Estando el Cuzco bajo la autoridad de Juan y Gonzalo Pizarro, hermanos de Francisco, Manco Inca urdió un plan para evadirse y reunir un nuevo ejército. La primera huida se frustró, pero la segunda, el 18 de abril de 1536, le permitió refugiarse en Yucay. Allí logró reunir, según los cronistas, unos 100.000 hombres, con los que el 3 de mayo de 1536, de acuerdo con la cronología establecida por José Antonio del Busto (1984), cercó el Cuzco, enviando una fuerza similar hacia Lima, al mando de su hermano Quizu Yupanqui.
Dentro de la ciudad, 200 conquistadores comandados por Hernando, Juan y Gonzalo Pizarro, con unos pocos esclavos negros y nicaraguas y no más de 1.000 cañaris y chachas a su servicio, se vieron reducidos a una situación desesperada en el marco de la plaza Aucaypata y que terminó con el Milagro de Suturhuasi. El 14 de mayo, hubo una desesperada batalla por la captura de la fortaleza de Sacsayhuamán, célebre por haberse inmolado desde lo alto de uno de sus torreones, el capitán inca Cullash, también conocido como Cahuide. Manco Inca condujo cuatro ofensivas para la captura del Cuzco. La última en agosto de 1536, lo obligó a desistir de la empresa porque había llegado la época de la siembra en los campos aledaños y era preciso evitar el hambre que podría sobrevenir en caso de dejar abandonadas las tierras.

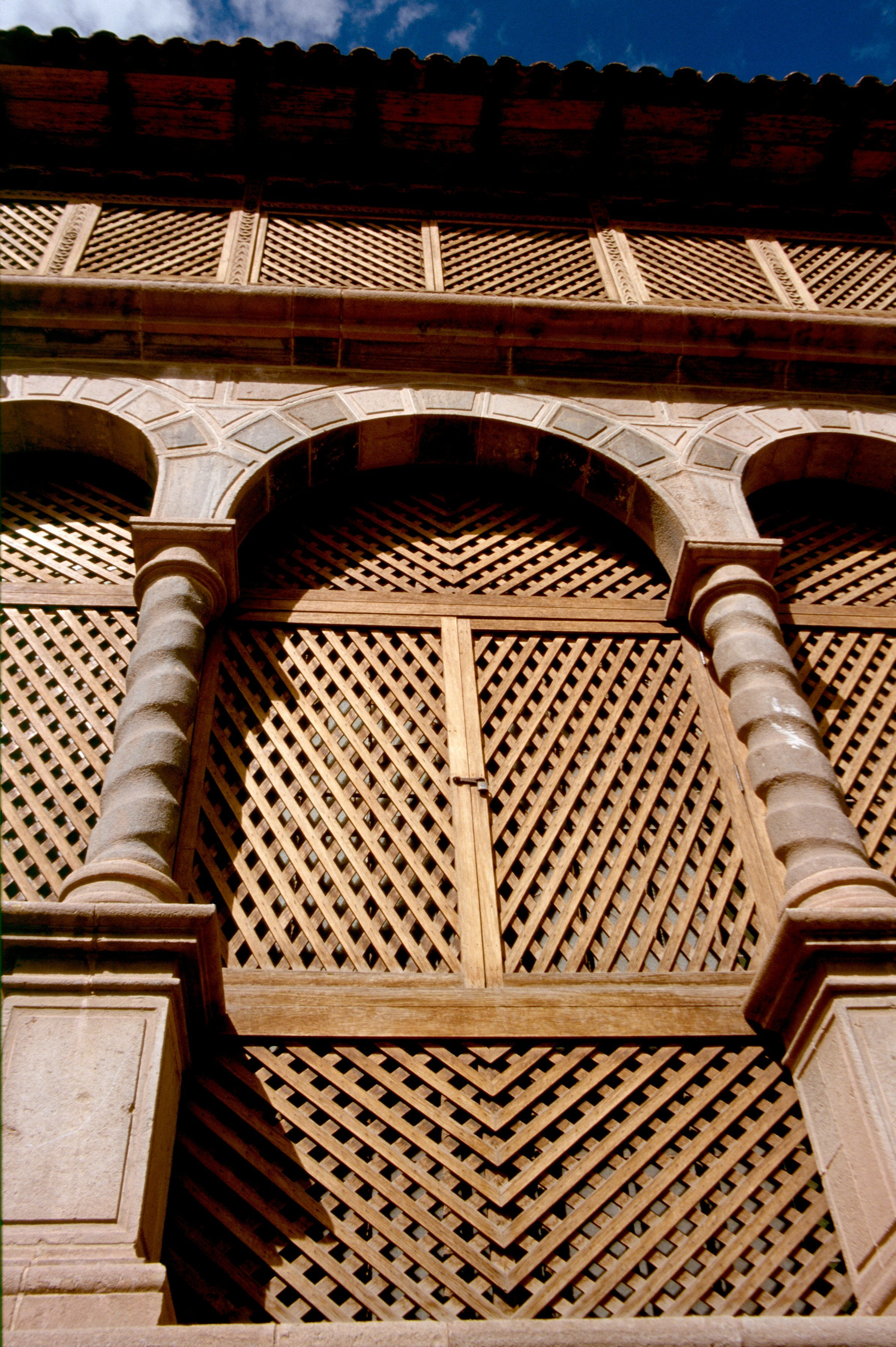
Convento de Santo Domingo en el Cuzco. Detalle de arquitectura colonial.

En septiembre, preparando un segundo cerco del Cuzco, Tiso Yupanqui, principal general de Manco Inca, condujo con éxito varios enfrentamientos contra los españoles. El principal de ellos ocurrió frente a Ollantaytambo en enero de 1537. Según un cronista anónimo de 1539, en dicha batalla Tiso Yupanqui capturó «varias decenas» de españoles y los «hizo esclavos», a la vez que ornamentó la fortaleza con «200 cabezas de cristianos y 150 cueros de caballos».
Fracasada la expedición a Chile, regresó Diego de Almagro al Cuzco el 8 de mayo de 1537 e impuso su autoridad sobre los hermanos de Francisco Pizarro, a quienes apresó por algunas semanas. Luego emprendió la campaña contra Manco Inca, propinándole una severa derrota en Vitcos, localidad misteriosa que algunos investigadores, como Juan José Vega (1992), sospechan haya sido Machu Picchu. Luego, el inca rebelde huyó a Vilcabamba, donde sería asesinado en 1542 por unos fugitivos españoles a los que dio asilo.

### Guerras civiles entre los conquistadores del Perú
Almagro, dispuesto a defender por la fuerza los territorios que consideraba suyos, salió del Cuzco a enfrentarse con las tropas conducidas desde Lima por Hernando Pizarro, pero fue derrotado en Las Salinas el 6 de abril de 1538. Retornó encadenado y prisionero a la vieja capital imperial, siendo sorpresivamente condenado a la pena de garrote en su propia celda. Producida la ejecución el 8 de julio de 1538, fueron exhibidos su cuerpo decapitado y su cabeza en la plaza mayor. Recién entonces pudo ponerse en práctica la real cédula del 8 de enero de 1537, que había instituido al Cusco como la sede del primer obispado, iniciando el obispo fray Vicente de Valverde su misión el 8 de septiembre de 1538. El 19 de junio de 1540, una real cédula otorgó al Cuzco la condición de ciudad, escudo de armas y el título de «cabeza de los reynos del Perú» y «muy noble, leal y fidelísima gran ciudad del Cuzco». El pendón de la conquista, otorgado por Carlos V en Toledo, en 1529, fue conservado en la iglesia de Santo Domingo, en el Cusco.
Hubo todavía algunos hechos de armas importantes que estremecieron la región. En 1554, se alzó Francisco Hernández Girón; en 1542, fue capturado y ejecutado en el Cuzco Diego de Almagro el Mozo, fugitivo después de la derrota de Chupas; en 1548, hubo la rebelión de los encomenderos conducida por Gonzalo Pizarro, también ajusticiado en la ciudad; en 1572, fue ejecutado en la plaza mayor cuzqueña el último de los incas rebeldes, Túpac Amaru I, cuya muerte daría lugar al mito de Inkarri.
Lograda la pacificación, el Cuzco adquirió gran importancia económica en toda el área andina. Fue el nudo de los caminos más importantes, como el que desde Lima llegaba a Buenos Aires, después de remontar los Andes por la vía de Huancavelica, Huamanga, Andahuaylas, Cuzco, Puno, La Paz, Potosí, Salta, Tucumán y Córdoba. La minería cobró auge en los Andes merced a que un cuzqueño de apellido Hualca descubrió las minas de Potosí en el Alto Perú. Ese mismo año fueron descubiertas las minas de azogue de Huancavelica, suceso tan importante como el anterior, ya que entonces la plata se obtenía por amalgama de sus minerales con el mercurio. De este modo, Potosí u Huancavelica eran dos riquezas recíprocas y Cuzco era un puente obligado entre ambos, aunque también se usó la ruta Huancavelica-Chincha-Pisco-Arica-Potosí, en donde el tramo Pisco-Arica, se hacía por navegación marítima y las restantes a lomo de bestia. Para abastecer a la población dedicada a la minería, cobraron auge en toda la región cuzqueña los obrajes textiles, la agricultura destinada a la alimentación y el arrieraje.

Escudo virreinal del Cuzco.

El primer virrey, Blasco Núñez Vela (1544-1546), que gobernó el Perú durante el reinado de Carlos I de España (1516-1556) de la Casa de Austria, fue portador de leyes que recortaban el poder excesivo de los encomenderos y que no fueron aceptadas por estos. En el Cuzco, Gonzalo Pizarro se rebeló contra el Virrey, obteniendo el respaldo de la Real Audiencia de Lima y de los cabildos, por lo que ejerció el poder como soberano del Virreinato del Perú entre 1544 y 1548. Respaldándolo desde Panamá, un tal Hernando de Contreras se proclamó «príncipe del Cuzco». El enviado del rey como pacificador, Pedro de la Gasca (1546-1551), venció a los encomenderos en la batalla de Jaquijahuana el 9 de abril de 1548.

### Esplendor virreinal
En 1560, año en que el virreinato adquiere efectiva tranquilidad, el joven escritor mestizo Gómez Suárez de Figueroa, luego conocido como Inca Garcilaso de la Vega parte a España en busca de mejores horizontes. En 1609, publicará en Madrid sus recuerdos y averiguaciones sobre la historia de los incas y de la conquista: los Comentarios reales. También en 1560, el virrey Francisco de Toledo impuso cambios importantes en la administración política de la economía rural con las reducciones de indios, ámbitos especiales de actividad agrícola donde las comunidades nativas producían para su propio beneficio. Puso en marcha las cajas de comunidad de los repartimientos, fondos de ahorro de los propios naturales, administrados por el corregidor, el doctrinero y el cacique. Y en 1576, una real cédula obligó a los hacendados a dar a los indios tierras para cultivos de pan llevar y jornales por el trabajo brindado en las haciendas, promoviendo además obrajes y actividades comerciales dentro de los corregimientos. El propósito de estas medidas era incentivar el consumo y el manejo de moneda entre los indios, y fue el Cuzco el principal ámbito de aplicación de tales dispositivos.
Uno de los primeros obispos «nacidos en Indias» fue el canónigo fray Luis de Quesada (1553-1594), criollo cuzqueño nombrado obispo de su ciudad natal en 1593, pero que no llegó a ejercer su dignidad por haber fallecido en la travesía de regreso de la consagración canónica en Madrid.
En 1598 se fundó en la ciudad del Cuzco el Real Colegio Seminario de San Antonio el Magno, por el obispo Antonio de la Raya. En 1619, los jesuitas establecieron el colegio de San Bernardo. La Universidad de San Antonio Abad, fundada por real cédula de 1692, entró en funciones en 1696.
En 1546 se inició la construcción de los hospitales coloniales. Ese año se inauguró el primer hospital de Nuestra Señora de la Piedad que posteriormente sería renombrado como hospital de San Bartolomé y, a partir del siglo xvii, como hospital de San Juan de Dios tras la llegada de la Orden Hospitalaria. En 1558 se fundó el Hospital de Naturales. Ambos fueron los principales hospitales de la ciudad. A fines del siglo xvii se establecería el Hospital de la Almudena administrado por la orden de los hermanos Betlemitas.
La reforma del sistema de encomiendas tuvo excepciones notables en el Cuzco. Se permitió a algunas de ellas conservar el derecho de mayorazgo y el cobro de tributos sobre las poblaciones comprendidas en su jurisdicción. Tal fue el caso del convento de Santa Clara en el Cuzco, que poseía la encomienda de Juliaca y la retuvo hasta el siglo xviii. Otro caso notable fue la encomienda de los Marqueses de Oropesa (Urubamba) cedida por Felipe II de España en 1618, a Ana María García Coya de Loyola, hija del hidalgo Martín García Óñez de Loyola y de Beatriz Clara Coya, hija de Sayri Túpac, inca «rebelde» que se acogió a las ofertas de paz del Virrey, cuyo privilegio de mayorazgo afectaba los poblados de San Benito de Alcántara, San Bernardo, Santiago de Oropesa (Urubamba), Yucay y Huayllabamba. El arrieraje y el floreciente comercio permitieron el surgimiento de acaudalados terratenientes criollos, como don Diego de Esquivel y Jaraba, nativo del Cuzco, que merced a su fortuna pudo hacerse Marqués del Valleumbroso a mediados del siglo xvii.

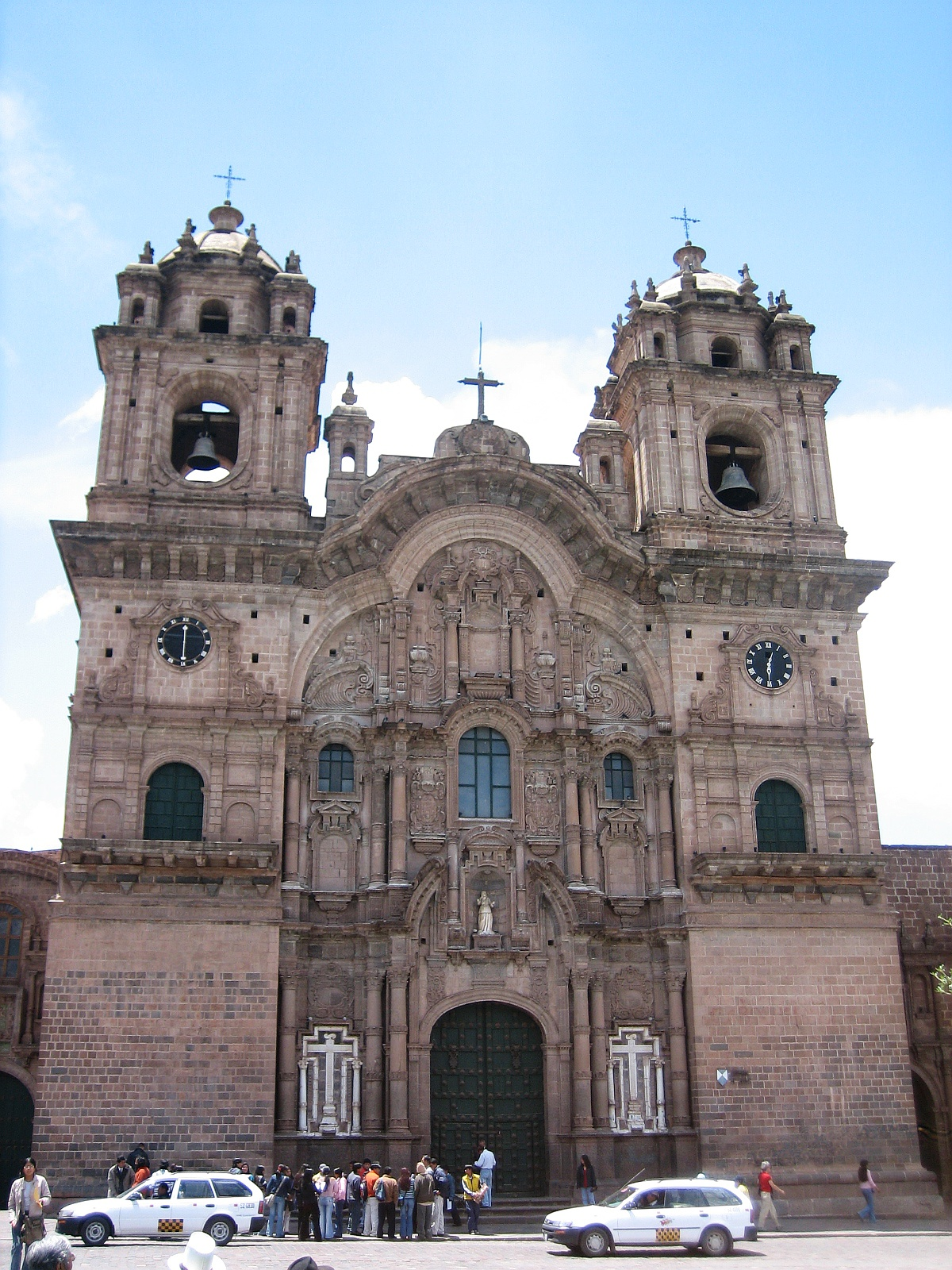
Iglesia de la Compañía en el Cuzco, Perú.

Un devastador terremoto ocurrido en el Cuzco el 31 de marzo de 1650, permitió hacer planes audaces de renovación de la ciudad, y fue el obispo Manuel de Mollinedo y Angulo el animador y mecenas de muchas obras de arte y edificaciones importantes. Hizo construir la iglesia de Nuestra Señora de La Almudena, que incluyó una hermosa efigie de la Virgen hecha por Juan Tomás Tuyro Túpac; asimismo, facilitó la construcción de la iglesia de San Pedro, de la sede de la Universidad San Antonio Abad, en 1669, y el templo de San Sebastián (1678). Protegió el desarrollo de la escuela de pintura cuzqueña, que tuvo como prominente representante a Diego Quispe Tito. El famoso púlpito de San Blas lleva, a manera de homenaje, el escudo de este prelado. El obispo Mollinedo igualmente edificó iglesias en Maras, Juliaca, Paucartambo, Ayaviri, Lampa y Mañaz.
La catedral del Cuzco se empezó a construir en 1538, pero por efectos del terremoto de 1650, las obras se interrumpieron y fue concluida y consagrada en 1735. La iglesia y convento de Santo Domingo, erigidos sobre lo que fuera el templo incaico del Coricancha, se erigió en los primeros años de la conquista, pero tuvo que reconstruirse después del terremoto de 1650. Otro tanto ocurrió con el convento y capilla de Las Nazarenas, edificados sobre el yachaywasi (escuela) de los incas. Esta misma circunstancia obligó a reconstruir la iglesia de la Compañía de Jesús, una de las más hermosas de América (los jesuitas hicieron importante obra social y educativa, pero fueron expulsados del Perú y de todo el imperio español en 1767); también se reconstruyó la iglesia de La Merced, la iglesia de San Sebastián y el convento de Santa Catalina. La iglesia de Santa Clara es una de las pocas que se mantuvo intacta después de aquel terremoto. La experiencia del sismo de 1650, permitió depurar las técnicas de edificación monumental, dando lugar a portentosas edificaciones religiosas y seglares de estilo barroco mestizo, tan firmes como admirables.

### Epidemias
Durante la época virreinal, el Cuzco sufrió también muchas epidemias. Entre abril y noviembre de 1720, una terrible ola febril causó 80.000 muertes en la región y, en la misma ciudad, algunos días, como el 10 de agosto de ese año, hasta 700 decesos. Aún hoy no se ha podido dilucidar qué enfermedad fue aquella. Las crónicas de la época hablan de una fiebre palúdica llamada tabardillo. Ante tantos muertos, se habilitó un camposanto de una quebrada luego llamada Ayahuayco. La tragedia inspiró un mural anónimo en la iglesia de Catca, en Quispicanchi. El auge de la actividad minera en Huancavelica y Potosí generó una importante migración de mitayos y de peones para el obraje y el arrieraje, cuyo centro de operaciones era el Cuzco. Alonso Carrió de la Bandera dice en su «Lazarillo de ciegos caminantes desde Buenos Aires hasta Lima» (1773) que el Cuzco, a todo lo largo del siglo xviii, era «una ciudad muy poblada, de gran movimiento humano y sostenido arrieraje».

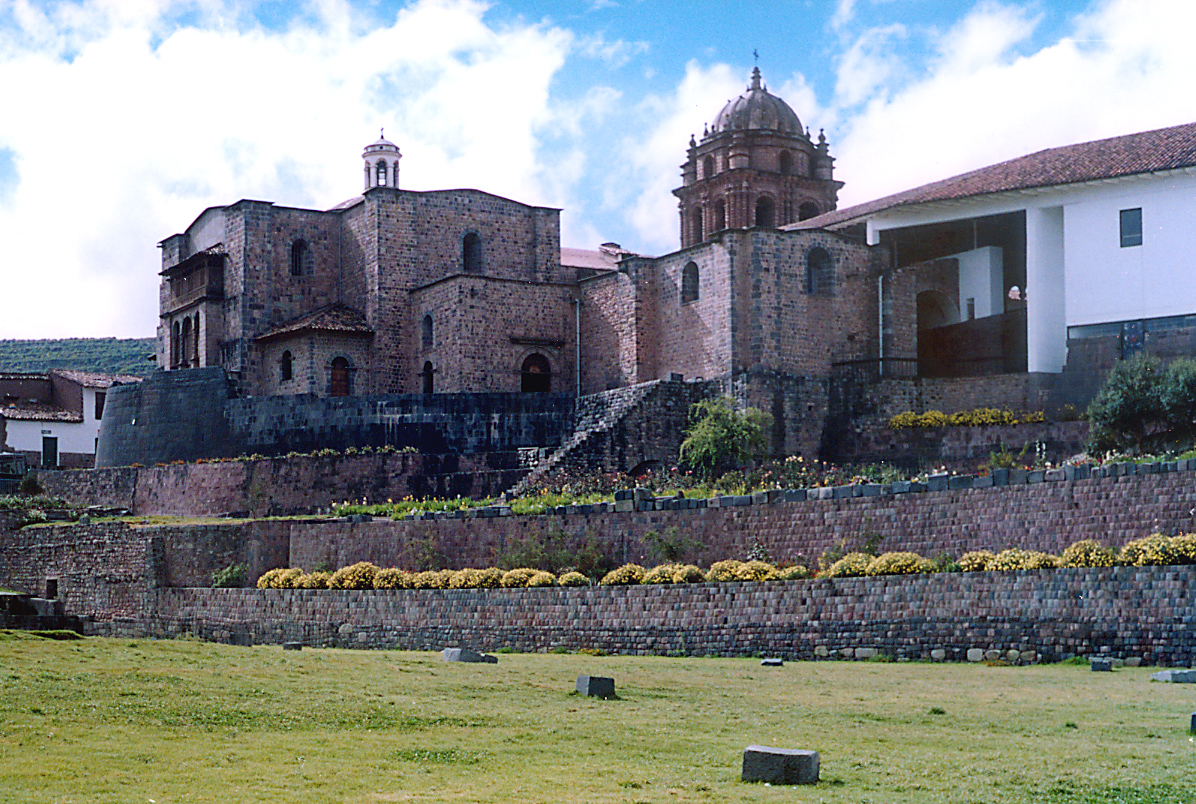
Qorikancha e Iglesia del Convento de Santo Domingo en el Cuzco, Perú.

### Rebelión indígena
La crueldad del sistema de la mita, de servicios personales obligatorios no remunerados y los abusos de corregidores y jueces, hicieron que en 1780 se levantara contra el poder español José Gabriel Condorcanqui, Túpac Amaru II, quien irradió su rebeldía indígena por gran parte del continente. El Inca inició sus acciones en Tungasuca el 4 de noviembre de 1780 y logró imponerse en toda la región cuzqueña y puneña, incursionando inclusive en territorios del Virreinato del Río de la Plata, hasta ser derrotado en Tinta el 6 de abril de 1781. Fue el 16 de noviembre de 1780, que Túpac Amaru II emitió en Tungasuca su famoso «Bando de la Libertad», proclamando por primera vez en América la abolición de la esclavitud. El caudillo cuzqueño propugnó un «reyno libre» de la «tirana dominación» de las autoridades españolas.

## Independencia
La derrota de Túpac Amaru II no disminuyó las inquietudes libertarias en el Cuzco. En 1805, conspiraron para minar el poderío español Gabriel Aguilar, Manuel Ubalde y otros próceres. El 9 de octubre y el 5 de noviembre de 1813, intentaron alzarse en armas en el Cuzco José y Vicente Angulo, Gabriel Béjar, Pedro Tudela y Juan Carvajal (Rebelión del Cuzco) secundados por oficiales peruanos del ejército realista vinculados al ejército independentista argentino de Manuel Belgrano, que batallaba en el Alto Perú. El 3 de agosto de 1814, lograron su propósito, realizando la primera proclamación de la independencia del Perú y ejerciendo el poder en la región hasta marzo de 1815. Unieron por primera vez contra el poder hispano a criollos e indígenas y organizaron una campaña militar en tres frentes: Huamanga, Arequipa y Alto Perú, con el brigadier Mateo Pumacahua como jefe militar revolucionario. Luego de un avance exitoso de varios meses el esfuerzo libertario se vio frustrado por la pericia militar de los realistas, que derrotaron a los independentistas en Umachiri, el 12 de febrero de 1815. El 21 de abril, en el Cuzco, fueron ejecutados Pumacahua y los principales líderes independentistas.
En vísperas de la independencia, la intendencia del Cuzco, formada en 1872, comprendía los partidos o provincias de Cuzco, Abancay, Aymaraes, Calca-Lares, Urubamba, Cotabambas, Paruro, Chumbivilcas, Tinta (llamada originalmente Canas-Canchis), Quispicanchi y Paucartambo. Su población no varió mucho en un cuarto de siglo, de 216.282 habitantes (según el censo del virrey Francisco Gil de Taboada, que gobernó el Virreinato del Perú durante el reinado de Carlos IV de España (1788-1808) de la Casa de Borbón en 1796, a 216.382 en mayo de 1822, con motivo de las elecciones al primer Congreso republicano.